# بهرام میرزا معزالدوله
بهرام میرزا معزالدوله قاجار (۱۸۰۶–۱۸۸۲) دومین فرزند عباس میرزا و عموی ناصرالدین شاه قاجار بود.

## زندگی
مادر بهرام میرزا فاطمه خانم دختر ملا محمد رنیانی، از اهالی رنیان در نزدیکی اصفهان و بانویی بود که به «تقدس» و «مستجاب‌الدعوه» بودن شهرت داشت. بهرام میرزا تنها فرزند وی از عباس میرزا به‌شمار می‌رفت.
بهرام میرزا در سال ۱۲۴۲ هجری قمری به حکومت خوی و سپس قراجه داغ منصوب شد. در زمان حکمرانی بر خوی، پیشکاری او را میرزا تقی خان قوام‌الدوله آشتیانی برعهده داشت. پس از حمله پاسکویچ به ایران، عباس میرزا عازم ارومیه شد و به بهرام میرزا فرمان داد تا به همراه افواج و توپخانه در خوی به او ملحق شود. با آغاز مذاکرات صلح بین عباس میرزا و پاسکویچ، بهرام میرزا به دستور پدرش به همراه قوام‌الدوله با سواره نظام و پیاده و هزار سوار کرمانی و دو فوج افشار در کنار رودخانه چغاتو اردو زدند. در زمان لشکرکشی عباس میرزا به خراسان، بهرام میرزا از حکومت قراچه داغ استعفا داد و به دیدار پدر شتافت و پس از آنکه در نبرد قلعه چناران کنار عباس میرزا جنگید، برای زیارت حرم علی بن موسی الرضا به مشهد رفت.
او در زمان مرگ فتحعلی شاه در نزد برادرش محمد میرزا (بعداً محمدشاه) در آذربایجان بود. محمدشاه پس از نشستن به تخت سلطنت، به تدبیر قائم مقام فراهانی بهرام میرزا را به جای پسرعمویش محمدحسین میرزا حشمت‌الدوله حاکم کردستان و کرمانشاه کرد. در این مقام بازهم قوام‌الدوله پیشکاری بهرام میرزا را داشت. بهرام میرزا در همان سال قشونی به سنندج گسیل داشت و پس از آن نصرالله میرزا والی، حاکم لرستان و برادر حشمت‌الدوله را به خوزستان فرستاد تا نظم را در آن منطقه برقرار سازد. با تجدید حکومت بهرام میرزا بر کردستان و کرمانشاه، وی برادر خود، فرهاد میرزا را به حکومت لرستان و خرم‌آباد منصوب کرد. با آغاز صدارت حاجی میرزا آقاسی، قوام‌الدوله به تهران احضار شد و میرزا موسی منجم‌باشی به جای او به پیشکاری بهرام میرزا منصوب گشت. مدتی بعد بهرام میرزا به کمک یک نظامی انگلیسی به نام هنری راولینسون قبایل لر را که همواره باعث نگرانی حاکمان منطقه بودند، سرکوب کرد. برای این کار، بهرام میرزا افواج کلهر و گوران را که توسط راولینسون تعلیم داده شده بودند، به سوی استحکامات محمد تقی خان بختیاری حرکت داد و پس از تسلیم شدن محمدتقی خان، اعراب بنی لام را که مردم شوشتر را غارت می‌کردند سرکوب کرد. سپس پل شوشتر را مرمت کرد و پس از آن در پی انتظام خوزستان و لرستان، سپاه و توپخانه را به کرمانشاه فرستاد و به خرم‌آباد رفت و چون محمدشاه برای سرکوب ترکمانان حرکت کرد، او فوج گوران را به سرپرستی راولینسون روانه تهران نمود. بهرام میرزا در سال ۱۲۵۲ هجری قمری به دلیل نارضایتی مردم کرمانشاه از حکومت عزل شد.
در سال ۱۲۶۴ هجری قمری بهرام میرزا به فرمان ناصرالدین شاه، یاغیان تات و قشقایی را که در فارس سر به شورش برداشته بودند، سرکوب کرد و پس از آن به حکومت فارس منصوب شد. حکومت او تا سال ۱۲۶۶ هجری قمری ادامه داشت و در این مدت پیشکاری وی برعهده میرزا فضل‌الله علی‌آبادی بود. در این دوره امیرکبیر از او خواست بر نظارت کشتیها و مسئله برده فروشی دقت کند و در این زمینه با انگلیسیها حسن سلوک داشته باشد.
هنگام سفر ناصرالدین شاه به اصفهان (۱۲۶۷ هجری قمری) بهرام میرزا با پیشکاری عزیزخان مکری (آجودان‌باشی) نایب الحکومه تهران بود. در خلال سال‌های ۱۲۷۵ تا ۱۲۷۷، با پیشکاری عزیز خان سردار کل آذربایجان بود. در ۱۲۸۲ رئیس مجلس تحقیق دیوان نظام (اداره دادرسی ارتش) شد. از ۱۲۸۵ تا ۱۲۸۸ با پیشکاری میرزا زکی مستوفی تفرشی به جای حمزه میرزا حکمران خوزستان و لرستان شد و در ۱۲۹۵، پس از علیرضا خان عضدالملک وزارت عدلیه را برعهده گرفت.
در شعبان ۱۲۹۹ قمری، ستاره خانم، بزرگترین دختر معزالدوله که عازم حج بود در تبریز درگذشت. اندکی بعد در ذی‌الحجه همان سال بهرام میرزا به مرض سکته درگذشت و در آرامگاه خصوصی در حرم شاه‌عبدالعظیم در شهرری به خاک سپرده شد.

## دانش و تحصیلات
بهرام میرزا فردی تحصیل کرده و فرهیخته بود. او به دلیل معلومات زیادش در دربار قاجار به «ملا بهرام» معروف بود. وی که نزد مستشاران گسیل داده شده از جانب ناپلئون بناپارت (ژنرال گاردان) علوم نظامی را آموخته بود، در دوران صدارت امیرکبیر کتابی به نام «نظام ناصری» برای تعلیم افسران نوشت که در سال ۱۲۶۷ منتشر شد. این کتاب از اولین متون فارسی در علم نظام به‌ شمار می‌رود و بسیار دقیق و به قاعده نوشته شده‌است؛ تنها نسخه باقی مانده از این کتاب در آرشیو خانواده معزّی است؛ این خانواده بازمندگان نسل بهرام میرزا هستند.

## فرزندان[۵]
| ردیف | نام                         | تولد/وفات           | نام مادر                | تصویر | یادداشت‌ها |
| ---- | --------------------------- | ------------------- | ----------------------- | ----- | --- |
| ۱    | ستاره خانم                  | ؟ – شعبان ۱۲۹۹ قمری |                         |       | همسر پاشاخان امین‌الملک |
| ۲    | گوهرشاد خانم                |                     |                         |       | همسر محمدشریف خان مافی، بدون فرزند |
| ۳    | ماه پاره خانم               |                     |                         |       | ابتدا همسر سلطان حسین میرزا پسر احمدعلی میرزا سپس همسر نادر میرزا پسر دیگر احمدعلی میرزا                                                             |
| ۴    | فرنگیس خانم                 |                     |                         |       | همسر سردارعلی خان سرابندی سپس همسر محمودخان؟، مادربزرگ عباسقلی گلشائیان                                                                              |
| ۵    | اسماعیل میرزا معزالدوله     | ؟ -۱ جمادالاول ۱۳۱۷ | دختر خان بابا خان سردار |       | همسرش ماه لقا خانم نوه خان‌باباخان سردار. بدون فرزند.                                                                                                 |
| ۶    | سلطان ابراهیم میرزا         | ۱۲۶۴–۱۳۱۰ هجری قمری | فاطمه خانم              |       | پسر او نجفقلی میرزا حسام الدوله، کارمند وزارت امورخارجه و نویسنده کتاب دوجلدی تاریخ روابط سیاسی ایران با دنیا بود.                                   |
| ۷    | اسحاق میرزا                 | ؟ - جمادی‌الاول ۱۳۰۳ |                         |       | صاحب یک دختر به نام فروزنده خانم بود که به ازدواج احمد خان مشیرحضور درآمد و در شعبان ۱۳۱۱ در سن جوانی بدرود حیات گفت.                                |
| ۸    | ملکه خانم                   |                     |                         |       | همسر عبدالعلی میرزا؟ |
| ۹    | فضل‌الله میرزا               |                     |                         |       | |
| ۱۰   | محمدباقر میرزا              |                     |                         |       | |
| ۱۱   | شاهزاده خانم                |                     |                         |       | همسر فتحعلی خان دنبلی (بیگلربیگی تبریز) |
| ۱۲   | بلقیس خانم                  |                     | فاطمه خانم              |       | همسر عباسقلی خان قزوینی (از خانواده بهلول قزوینی) |
| ۱۳   | نوابه خانم                  |                     |                         |       | همسر میرزا حسن وزیر دواب |
| ۱۴   | محمدکاظم میرزا              |                     |                         |       | |
| ۱۵   | محمدحسن میرزا               |                     |                         |       | |
| ۱۶   | علی محمد میرزا              |                     |                         |       | بدون فرزند |
| ۱۷   | قربانعلی میرزا مجیرالدوله   |                     |                         |       | |
| ۱۸   | درخشنده خانم                |                     |                         |       | همسر علی‌نقی خان معتمدالسلطان |
| ۱۹   | محمدصادق میرزا معزالدوله    | ۱۲۴۵-شهریور ۱۳۲۷    |                         |       | ماه منظر خانم دختر سیزدهم بهمن میرزا را به همسری گرفت و از او صاحب دو پسر و دو دختر شد. یکی از دخترانش به نام خانم‌خانما با احمدشاه قاجار ازدواج کرد. |
| ۲۰   | عبدالحسین میرزا علاءالسلطان |                     |                         |       | |
| ۲۱   | تاج ماه خانم                |                     |                         |       | همسر میرزا علی عباس معاون‌اسلطان |
| ۲۲   | نورالهدی خانم وقارالسلطنه   |                     |                         |       | ابتدا همسر سلطان‌محمود میرزا؟ سپس همسر رفیع‌الدوله |
| ۲۳   | جیران خانم وقارالسلطنه      |                     |                         |       | ابتدا همسر میرزا باقرخان سپس همسر عبدالله خان ساعدالسلطان زنگنه                                                                                      |
| ۲۴   | شوکت خانم طلعت‌السلطنه       |                     |                         |       | همسر میرابوطالب دریابیگی، مادر علی دریابیگی |
| ۲۵   | فرخنده خانم فخرالسلطنه      |                     |                         |       | همسر میرزا ابوطالب زنجانی |
| ۲۶   | عفت‌خانم مکرم‌السلطنه         |                     |                         |       | همسر ابراهیمی، مادر باباخان ابراهیمی |